# Westchester Knicks
Westchester Knicks – zawodowy zespół koszykarski, z siedzibą w mieście White Plains, w stanie Nowy Jork. Drużyna jest członkiem ligi D-League, powstała w 2014 roku.
Knicks są siódmym zespołem D-League, którego właścicielem jest drużyna  NBA. Poprzednim zespołem powiązanym z New York Knicks byli Erie BayHawks
Pozostałe rozpatrywane propozycje finałowe nazw dla zespołu to: New York 914s, New York 'Bockers, New York Plainsmen, New York Empire, and New York Hutch.
3 września 2014 roku, zespół z Westchester pozyskał 16 zawodników poprzez 2014 NBA Development League Expansion Draft. 13 października Kevin Whitted został mianowany na stanowisko głównego trenera zespołu. 1 listopada, podczas 2014 NBA D-League Draft, Westchester Knicks dokonali swojego pierwszego wyboru w drafcie, pozyskując w drugiej rundzie Josepha Bertranda. 16 listopada zespół zadebiutował w D-League, przegrywając 84-91 z Oklahoma City Blue. Trzy dni później zadebiutował na własnym terenie, przegrywając ponownie, tym razem z Canton Charge 84-88. Knicks odnieśli pierwsze w historii klubu zwycięstwo 21 listopada, w swoim trzecim spotkaniu sezonu z Grand Rapids Drive, wygrywając w Westchester County Center 97-83.

## Powiązania z zespołami NBA
- New York Knicks (od 2014)

## Wyniki sezon po sezonie
| Westchester Knicks |                 |                 |    |    |     |                                       |
| 2014–15            | Atlantycka      | 5               | 10 | 40 | 20  |                                       |
| 2015–16            | Atlantycka      | 2               | 28 | 22 | 56  | Przegrana w I rundzie Sioux Falls 0–2 |
| 2016–17            | Atlantycka      | 3               | 19 | 31 | 38  |                                       |
| Sezon regularny    | Sezon regularny | Sezon regularny | 57 | 93 | 38% |                                       |
| Play-off           | Play-off        | Play-off        | 0  | 2  | 0   |                                       |

## Zawodnicy pozyskani w Expansion Drafcie
| #  | Zawodnik           | Poz. | Nar.              | Uczelnia       |
| -- | ------------------ | ---- | ----------------- | -------------- |
| 1  | Jeff Adrien        | F    | Stany Zjednoczone | Connecticut    |
| 2  | Craig Brackins     | F    | Stany Zjednoczone | Iowa State     |
| 3  | Austin Freeman     | G    | Stany Zjednoczone | Georgetown     |
| 4  | Kyle Gibson        | G    | Stany Zjednoczone | Louisiana Tech |
| 5  | Stefhon Hannah     | G    | Stany Zjednoczone | Missouri       |
| 6  | Luke Harangody     | F    | Stany Zjednoczone | Notre Dame     |
| 7  | Jordan Henriquez   | F    | Stany Zjednoczone | Kansas State   |
| 8  | Richard Howell     | F    | Stany Zjednoczone | NC State       |
| 9  | Curtis Jerrells    | G    | Stany Zjednoczone | Baylor         |
| 10 | Jerome Jordan      | C    | Jamajka           | Tulsa          |
| 11 | Kris Joseph        | F    | Kanada            | Syracuse       |
| 12 | Brady Morningstar  | G    | Stany Zjednoczone | Kansas         |
| 13 | Josh Owens         | F    | Stany Zjednoczone | Stanford       |
| 14 | Anthony Richardson | F    | Stany Zjednoczone | Florida State  |
| 15 | Ben Strong         | C    | Stany Zjednoczone | Guilford       |
| 16 | DaJuan Summers     | F    | Stany Zjednoczone | Georgetown     |

## Nagrody i wyróżnienia
| Trener Roku - 2017-18 Mike Miller (2018) MVP meczu gwiazd - Jimmer Fredette (2016) Jason Collier Sportsmanship Award - Keith Wright (2017) II skład D-League - Jimmer Fredette (2016) | III skład D-League - Jordan Bachynski (2016) - Trey Burke (2018) - Luke Kornet (2018) I skład debiutantów D-League - Nigel Hayes (2018) I skład defensywny D-League - Jordan Bachynski (2016) - Kadeem Allen (2019) II skład defensywny D-League - Tanasis Andetokunmbo (2015) |